# Icecast

Logomarca

Icecast é um software livre e sistema de Streaming Media, projeto da organização sem fins lucrativos Xiph.Org Foundation. Também refere-se especificamente ao programa-servidor que faz parte do projeto. Icecast foi criado entre dezembro de 1998 e janeiro de 1999 por Jack Moffitt e Barath Raghavan, para prover um servidor de transmissão de áudio de código-livre que qualquer um pode modificar, usar e mexer.
Existem outros servidores de streaming de código livre. Gigantes do setor como Real e Microsoft tem programas gratuitos, mas não livres.